# Dibamus montanus
Espèce
Dibamus montanus est une espèce de sauriens de la famille des Dibamidae. 

## Répartition
Cette espèce est endémique du plateau du Lang Bian au Viêt Nam.

## Étymologie
Le nom spécifique montanus vient du latin montanus, se rapportant aux montagnes, en référence à la répartition de ce saurien.

## Publication originale
- Smith, 1921 : New or Little-known Reptiles and Batrachians from Southern Annam (Indo-China). Proceedings of the Zoological Society of London, vol. 1921, p. 423-440 (texte intégral).